# San Matteo in Merulana (titolo cardinalizio)
Il titolo cardinalizio di San Matteo in Merulana fu eretto circa nel 112 da papa Alessandro I. Compare nell'elenco del sinodo di Roma del 1º marzo 499. Papa Gregorio I Magno soppresse il titolo nel 600 e lo sostituì con il titolo già esistente di Santo Stefano al Monte Celio ma la sostituzione non sembra abbia avuto effetto. Fu ripristinato da papa Leone X quando aumentò il numero dei cardinali nel Concistoro del 1º luglio 1517 ed assegnato al cardinale agostiniano Egidio da Viterbo, che ne aveva espressamente chiesto il ripristino al papa, essendo San Matteo un'antica chiesa agostiniana sin dal V secolo. Papa Pio VI cessò di assegnare il titolo dal 1776 perché la chiesa era divenuta fatiscente. Il 23 dicembre 1801, papa Pio VII soppresse il titolo e lo trasferì a Santa Maria della Vittoria.

## Titolari
- Andrea (menzionato nel 499)
  - Titolo soppresso nel 600
  - Titolo ripristinato nel 1517
- Cristoforo Numai, O.F.M. (6 luglio 1517 - 10 luglio 1517 nominato cardinale presbitero di Santa Maria in Ara Coeli)
- Egidio da Viterbo, O.E.S.A. (10 luglio 1517 - 9 maggio 1530 nominato cardinale presbitero di San Marcello)
  - Vacante (1530 - 1537)
- Charles de Hémard de Denonville (15 gennaio 1537 - 23 agosto 1540 deceduto)
  - Vacante (1540 - 1546)
- Bartolomé de la Cueva de Albuquerque (5 maggio 1546 - 4 dicembre 1551 nominato cardinale presbitero di San Bartolomeo all'Isola)
- Girolamo Dandini (4 dicembre 1551 - 25 ottobre 1555 nominato cardinale presbitero di San Marcello)
- Gianbernardino Scotti, C.R. (13 gennaio 1556 - 11 dicembre 1568 deceduto)
- Jérôme Souchier, O.Cist. (24 gennaio 1569 - 10 novembre 1571 deceduto)
  - Vacante (1571 - 1586)
- Decio Azzolini (15 gennaio 1586 - 9 ottobre 1587 deceduto)
- Giovanni Evangelista Pallotta (15 gennaio 1588 - 16 giugno 1603 nominato cardinale presbitero di San Lorenzo in Lucina)
- Giovanni Dolfin (24 novembre 1604 - 1º giugno 1605 nominato cardinale presbitero di San Marco)
- Roberto Bellarmino, S.I. (1º giugno 1605 - 31 agosto 1621 nominato cardinale presbitero di Santa Prassede)
- Antonio Zapata y Cisneros (20 giugno 1605 - 5 giugno 1606 nominato cardinale presbitero di Santa Croce in Gerusalemme)
  - Vacante (1606 - 1617)
- Roberto Ubaldini (3 aprile 1617 - 3 luglio 1617 nominato cardinale presbitero di Santa Pudenziana)
- Francesco Sforza di Santa Fiora (13 novembre 1617 - 5 marzo 1618 nominato cardinale vescovo di Albano)
- Francesco Sacrati (17 maggio 1621 - 6 settembre 1623 deceduto)
  - Vacante (1623 - 1670)
- Francesco Maria Mancini (14 maggio 1670 - 29 giugno 1672 deceduto)
- Francesco Nerli (25 settembre 1673 - 17 novembre 1704 nominato cardinale presbitero di San Lorenzo in Lucina)
  - Vacante (1704 - 1716)
- Nicola Grimaldi (8 giugno 1716 - 25 ottobre 1717 deceduto)
- Giovanni Battista Altieri (20 novembre 1724 - 26 gennaio 1739 nominato cardinale vescovo di Palestrina)
- Vincenzo Bichi (29 agosto 1740 - 20 maggio 1743 nominato cardinale presbitero di San Silvestro in Capite)
- Fortunato Tamburini, O.S.B. Cas. (23 settembre 1743 - 9 aprile 1753 nominato cardinale presbitero di San Callisto)
- Luigi Mattei (10 dicembre 1753 - 5 aprile 1756 nominato cardinale presbitero di Santa Maria in Ara Coeli)
- Alberico Archinto (24 maggio 1756 - 20 settembre 1756 nominato cardinale presbitero di San Lorenzo in Damaso)
- Andrea Corsini (11 settembre 1769 - 15 luglio 1776 nominato cardinale vescovo di Sabina)
  - Vacante (1776 - 1801)
  - Titolo soppresso nel 1801